# Táo & Hành
Táo & Hành là một loạt phim hoạt hình được sáng tạo bởi George Gendi cho Cartoon Network. Bộ phim được sản xuất bởi Cartoon Network Studio. Phim xoay quanh các nhân vật chính là Táo, Hành và cuộc phiêu lưu của họ trong một khu định cư của các loại thức ăn được nhân hóa. 
Gendi lần đầu trình bày ý tưởng về bộ phim với Cartoon Network Development Studio Europe trong khi làm việc cho bộ phim Thế giới kỳ diệu của Gumball ở London, một bộ phim do anh hợp tác sản xuất. Khi đến Burbank, California, Gendi tiếp cận Cartoon Network Studio với ý định sản xuất một tập phim thí điểm. Sau đó một đoạn phim ngắn đã được chọn để trình chiếu cùng với một thí điểm khác của Cartoon Network, Welcome to My Life và Lễ hội Annecy vào năm 2015, trước khi được phát hành trực tuyến vào tháng 5 năm 2016. Đoạn phim ngắn đã được chọn cho một loạt phim công chiếu giới hạn vào tháng 3 năm 2017, được khởi chiếu vào ngày 23 tháng 2 năm 2018 với buổi ra mắt trên Ứng dụng Cartoon Network và theo yêu cầu một tuần trước loạt phim.
Vào ngày 20 tháng 5 năm 2019, bộ phim đã được phát hành phần thứ hai.

## Nhân vật
Táo (lồng tiếng bởi George Gendi) – Một quả táo được nhân hóa. Táo coi trọng tình bạn của mình với Hành. Anh đến thành phố với hy vọng bắt đầu một cuộc sống mới. Táo có một thái độ vô tư hơn Hành rất nhiều và luôn nghĩ ra những ý tưởng mới lạ.
Hành (lồng tiếng bởi Richard Ayoade) – Một củ hành lá được nhân hóa. Anh ấy lịch sự, nhút nhát và là người bạn tốt nhất của Táo. Anh ấy đến thành phố với hy vọng có thể kết bạn mới. Hành thường dành thời gian đưa những ý tưởng của Táo vào cuộc sống, là tiếng nói lý trí của đôi bạn thân.
Bánh Viên Chiên (lồng tiếng bởi Sayed Badreya) – Chủ nhà đến từ Ai Cập của Táo và Hành, người cho họ thuê căn nhà trên đỉnh tòa nhà của ông. Cốt truyện của phim thường xoay quanh việc Bánh viên chiên làm việc quá sức, hoặc giải quyết các vấn đề tài chính. Bánh Viên Chiên có một chú gà trống cưng tên là Ferekh để bầu bạn.
Anh Bánh Kẹp (lồng tiếng bởi Eugene Mirman) – Một người bạn của Táo và Hành, thường xuyên tới quán ăn tối của Pizza. Ban đầu, Bánh Kẹp trông có vẻ lười biếng, nhưng sau khi tiêu hết tiền, anh phải kiếm việc làm tại một quầy bán đồ ăn nhanh. 
Anh Xúc Xích (lồng tiếng bởi Paul Scheer) – Một người bạn của Táo và Hành, thường xuyên tới quán ăn tối của Pizza và là một diễn viên đầy tham vọng.
Chị Khoai Tây Chiên (lồng tiếng bởi Tasha Ames) – Một người bạn của Táo và Hành, thường xuyên tới quán ăn tối của Pizza. Một tập thí điểm đã giới thiệu Khoai tây chiên trong vai bạn gái của Hành, nhưng thay vào đó, loạt phim chính lại tập trung vào việc cô ấy với Hành là bạn bè.
Chị Kẹo Bông (lồng tiếng bởi Nicole Byer) - Một người bạn của Táo và Hành, thường xuyên đến quán ăn tối của Pizza.
Thịt Hun Khói (lồng tiếng bởi Kevin Michael Richardson) – Một tên tội phạm bị bỏ tù và là một người quen của Táo và Hành.
Bố mẹ của Táo (lồng tiếng bởi Penrose Anderson và Adam Buxton) – Bố mẹ của Táo. Họ xuất hiện trong tập phim "Cuộc sống mới". 
Bố mẹ của Hành (lồng tiếng bởi Penrose Anderson và Stephen Fry) – Bố mẹ của Hành. Họ xuất hiện trong tập phim "Cuộc sống mới", với bố của Hành đến thăm Táo và Hành trong tập "Táo thối rữa".
Anh Pizza (lồng tiếng bởi Keith Ferguson từ tập 1-10 và Danny Jacobs từ tập 11 trở đi) – Một miếng bánh pizza làm việc quá sức, anh sở hữu một quán ăn cùng mẹ và thích đi khinh khí cầu. 
Cô Patty (lồng tiếng bởi Dawnn Lewis) – Một chiếc bánh bao Jamaica, điều hành một cửa hàng 1 đô la nơi Táo và Hành làm việc. Cô ấy rất trung thực và luôn nghiêm khắc về mặt tài chính. 
Kẹo Chanh (lồng tiếng bởi Naomi Hansen) – Một bé kẹo chanh.
Anh Bánh Mì (lồng tiếng bởi Danny Jacobs [đoạn trong thang máy], George Gendi từ tập 1-10 và Roger Craig Smith từ tập 11 trở đi) - Một người bán bánh mì kẹp và là một cư dân bình thường trong thành phố. Anh đã làm rất nhiều nghề. Anh ấy đã xuất hiện trong đoạn "Thang máy".
Gà Chiên (do Kevin Michael Richardson lồng tiếng) – một cảnh sát thích kiểm soát và muốn mọi người tôn trọng mình, đóng vai trò là địch thủ của Táo và Hành. 
Bà Kẹo Mút (lồng tiếng bởi Bette Ford) – Một bà già tốt bụng sống ở tầng dưới của Táo và Hành. Con mèo của bà từng được Táo và Hành nhận nuôi tạm thời.
Phô Mai Que (lồng tiếng bởi Danny Jacobs) – Một chiếc phô mai que nóng hổi và khó tính. 
Bánh Samosa (lồng tiếng bởi Kody Kavitha) – Một chiếc bánh samosa đến từ Ấn Độ. Cô sở hữu một công ty phát triển trò chơi hư cấu tên là "Samosa Games LLC" và  đã lập trình trò chơi hư cấu"Sweetie Smash". Cô xuất hiện trong tập "Thuyết thái độ tích cực", khi cô không trả tiền thuê nhà. 
Khoai Sốt (lồng tiếng bởi Deepak Sethi) – Người sở hữu ngọn núi lửa địa phương và cũng là người dạy cho Táo & Hành những bài học về bảo tồn điện năng. Anh ấy xuất hiện trong tập "Giày bay" và "Giữ cho nó luôn tươi mới".
Gà Quay (lồng tiếng bởi Christopher Kid Reid) – Một con gà quay hay quấy rối Táo và Hành bằng cách sử dụng một phiếu giảm giá giao pizza. Xuất hiện trong tập phim "Gà Quay" và "Bánh quy mở cửa".   

## Các tập
| Mùa           | Tập phim     | Tập phim     | Bắt đầu được phát sóng      | Bắt đầu được phát sóng  |
| Mùa           | Tập phim     | Tập phim     | Lần đầu tiên được phát sóng | Được phát sóng lần cuối |
| ------------- | ------------ | ------------ | --------------------------- | ----------------------- |
| Tập thí điểm  | Tập thí điểm | Tập thí điểm | 14/5/2016                   | 14/5/2016               |
| 1             | 40           | 10           | 23/2/2018                   | 23/3/2018               |
| 1             | 40           | 30           | 2/11/2019                   | 20/7/2020               |
| 2             | TBA          | TBA          | 21/7/2020                   | TBA                     |
| Các đoạn ngắn | 8            | 8            | 11/2/2018                   | 7/4/2018                |

### Quảng cáo
| Mùa | Mùa       | Tiêu đề              | Tập phim                                    | Thời gian chiếu (đơn vị phút) | Ngày phát hành |
| --- | --------- | -------------------- | ------------------------------------------- | ----------------------------- | -------------- |
| 1   | 2018–2020 | Tập 1: Cuộc sống mới | 14. ("Cuộc sống mới" - "Bằng chứng thú vị") | 220                           | 23/2/2018      |

## Phát sóng
Táo & Hành được công chiếu lần đầu trên Cartoon Network UK vào ngày 27 tháng 8 năm 2018. Chương trình bắt đầu được công chiếu lần đầu trên Cartoon Network Châu Phi vào ngày 29 tháng 9 năm 2018. Tại Ấn Độ, chương trình này được công chiếu vào năm 2018 trên Cartoon Network Ấn Độ.
Trong bản lồng tiếng Pháp, Táo và Hành được lồng tiếng bởi hai rapper người Pháp là Bigflo và Oli.